# نهاية حب (فلم)
نهاية حب فيلم مصري إنتاج سنة 1957 من إخراج حسن الصيفي. بطولة: صباح ، شكري سرحان ، ماجدة ، سراج منير ، فردوس محمد ، علوية جميل واخرون.

## القصة
تحب (فاطمة) جارها (أحمد) حبًا جمًا، حتى إنها تساعده بما تستطيع من راتبها، وتتمسك بهذا الحب حتى بعد أن يُقبض عليه ويقضي العقوبة في السجن بتهمة الاشتراك في السطو على أحد المحلات، وبعد خروجه من السجن، تساعده فاطمة في العثور على عمل في إحدى المصانع، فإذا به يقع في حب سوسن، ابنة صاحب المصنع التي سعى وراءها الكثيرون، ويبدأ مع مرور الوقت في التهرب من حبه لفاطمة من أجل سوسن.